# Together (Pet Shop Boys)
Together è una canzone dei Pet Shop Boys pubblicata come singolo nell'ottobre 2010 per promuovere il loro album-raccolta Ultimate. Pubblicata sotto l'etichetta Parlophone, è uscito in formato digitale il 24 ottobre, mentre per il formato CD singolo si dovette aspettare il 29 novembre 2010.

## Promozione
La canzone è stata presentata alla Radio della BBC (più precisamente la BBC Radio 2) in anteprima mondiale il 22 ottobre 2010 durante lo show di Ken Bruce, mentre fu eseguita dal vivo per la prima volta all'Alan Titchmarsh Show il 29 novembre (giorno della pubblicazione in formato CD del singolo).
Together divenne il terzo singolo dei Pet Shop Boys a non entrare nelle prime 40 posizioni della classifica britannica dei singoli: il suo miglior posizionamento fu la 58ª posizione della sua settimana di debutto (e anche unica settimana con presenza in classifica).

## Video musicale
Il videoclip di Together fu dapprima disponibile solo sul profilo Myspace del duo, per poi essere pubblicato ufficialmente con l'uscita del formato CD del singolo. Il video fu girato in due settimane dal regista Peeter Rebane a Tallinn, in Estonia, e raffigura un corpo di ballo composto da ragazzi e ragazze.
Billboard stilò la sua classifica settimanale dei video più visti, ribattezzata "Yahoo Video", dove Together si piazzò al 3º posto

## Tracce
CD1
1. Together (Radio Mix)
2. West End Girls (Grum Remix)

CD2
1. Together – 3:32
2. Glad All Over
3. I Cried for Us
4. Together (Extended Mix)

Download digitale – 1ª versione
1. Together (radio mix)
2. West End Girls (Grum mix)

Download digitale – 2ª versione
1. Together (Pepptalk mix)
2. Together (Ultrabeat mix)
3. West End Girls (Grum dub mix)

## Classifiche
| Classifica (2010) | Posizione massima |
| ----------------- | ----------------- |
| Germania          | 60                |
| Regno Unito       | 58                |
| Slovacchia        | 71                |